# Ковалёв, Иван Владимирович
Иван Владимирович Ковалёв (15 [28] июня 1901 — 28 мая 1993) — советский военный и государственный деятель, генерал-лейтенант технических войск (1943), депутат Верховного Совета СССР 2-го созыва (1946—1950).

## Биография
Родился в крестьянской семье, до 18 лет работал в хозяйстве отца. В марте 1919 года призван в ряды РККА.
- 1919—1921 гг. — разведчик 31-го Туркестанского артдивизиона, красноармеец 3-го батальона ВЧК в Воронеже.
- 1921—1922 гг. — курсант Воронежской военно-железнодорожной школы техников.
- 1922—1923 гг. — запасной агент, помощник начальника станции 10-го железнодорожного полка, затем батальона Кавказской армии.
- 1923—1925 гг. — политрук роты в 13-м Воронежском железнодорожном батальоне, затем в 7-м Мичуринском железнодорожном полку.
- 1925—1926 гг. — слушатель Курсов усовершенствования командного состава в Ленинграде.
- 1926—1930 гг. — командир взвода, командир-политрук роты 7-го железнодорожного полка.
- 1930—1935 гг. — слушатель Военно-транспортной академии РККА.
- 1935—1936 гг. — старший инспектор народного комиссариата путей сообщения СССР.
- 1936—1937 гг. — начальник контрольно-инспекторской группы при управлении Московско-Белорусско-Балтийской, затем южно-Уральской железных дорог.
- 1937—1939 гг. — дорожный ревизор по безопасности движения на Омской железной дороге, затем начальник управления Западной железной дороги.
- 1939—1941 гг. — начальник Центрального военного отдела, член коллегии НКПС СССР.
- май—июль 1941 г. — заместитель наркома государственного контроля СССР по железнодорожному транспорту.
- 8 июля 1941—1944 гг. — начальник Управления военных сообщений РККА (с января 1943 г. — Центрального управления военных сообщений РККА[2][3]. Также с 1942 года являлся членом Транспортного комитета при ГКО СССР.
- 20 декабря 1944—1948 гг. — нарком (министр) путей сообщения СССР. Участвовал в работе Потсдамской конференции.
- 1948—1950 гг. — главный советник при ЦК КПК—руководитель советских военных специалистов в Китае.
- 1950—1951 гг. — начальник Донецкого округа железных дорог.
- 1951—1957 гг. — заместитель министра угольной промышленности СССР.
- 1957—1960 гг. — старший научный сотрудник Военно-научного управления Генерального штаба Вооружённых Сил СССР.
- 1960—1969 гг. — старший преподаватель Военной академии Генерального штаба.
- 1969—1985 гг. — в Институте мировой экономики и международных отношений АН СССР: старший научный сотрудник, заведующий лабораторией, главный исследователь.
- С сентября 1985 года пенсионер Министерства обороны СССР. В эти годы был консультантом в Центре оперативно-стратегических исследований Генерального штаба Вооружённых Сил СССР.

Похоронен в Москве на Троекуровском кладбище.

## Награды
- три ордена Ленина (1939, 3.03.1942, 21.02.1945)
- орден Октябрьской Революции
- три ордена Красного Знамени (18.09.1943, 3.11.1944, ?)
- орден Суворова 1-й степени (29.07.1945)
- орден Кутузова 1-й степени (3.08.1944)
- орден Отечественной войны 1-й степени (11.03.1985)
- орден Красной Звезды
- орден Трудового Красного Знамени
- Медали СССР

## Память

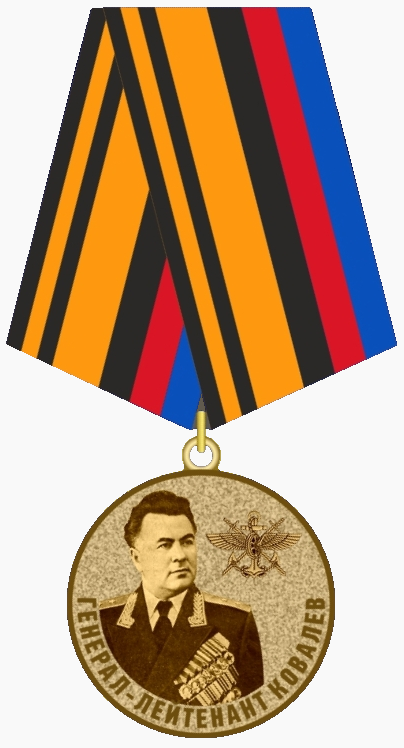

- Министерством обороны Российской Федерации 19 января 2018 года учреждена медаль «Генерал-лейтенант Ковалёв»